# Avricourt, Oise
Avricourt là một xã thuộc tỉnh Oise trong vùng Hauts-de-France phía bắc Pháp. Xã này nằm ở khu vực có độ cao trung bình 76 mét trên mực nước biển.